# Цзяван
Цзява́н (кит. упр. 贾汪, пиньинь Jiǎwāng, буквально: «пруд Цзя») — район городского подчинения городского округа Сюйчжоу провинции Цзянсу (КНР).

## История
Во времена Северной Вэй в этих местах располагался административный центр уезда Юнфу (永福县).
Во времена империи Мин в этих местах поселилось много людей из клана Цзя, и эти места стали называться Цзяцзяван (贾家汪, «пруд семьи Цзя»). Во времена империи Цин эти места находились в составе уезда Туншань (铜山县).
В XIX веке в этих местах начали добывать уголь.
В 1928 году был основан посёлок Цзяван (贾汪镇).
В 1952 году эти места перешли под юрисдикцию города Сюйчжоу, став Горнодобывающим районом Цзяван (贾汪矿区). В 1958 году Горнодобывающий район Цзяван был расформирован, и эти места вошли в состав Пригородного района (郊区). В 1960 году Пригородный район был расформирован, а в 1964 году был вновь создан Горнодобывающий район Цзяван. В 1965 году Горнодобывающий район Цзяван был преобразован в район городского подчинения Цзяван.

## Административное деление
Район делится на 6 уличных комитетов и 5 посёлков.